# Slaget vid Otumba

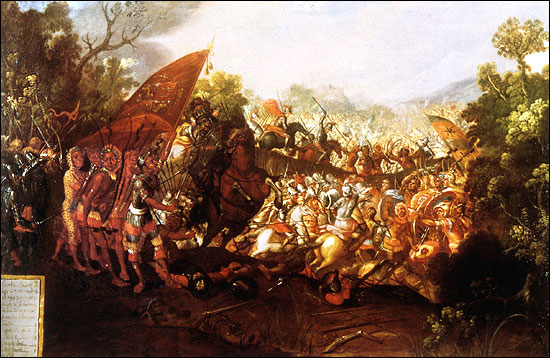
Målning från 1600-talet föreställande slaget

Slaget vid Otumba ägde rum i Otumba de Gómez Farías (strax nordväst om dagens Mexico City) den 7 juli 1520 och utkämpades mellan de spanska Hernan Cortes-ledda conquistadorerna tillsammans med tlaxcalaner och aztekerna ledda av Matlatzincatl, och slutade med en övertygande seger för conquistadorerna och tlaxcalanerna.
Slaget ägde rum en vecka efter den så kallade sorgenatten i Tenochtitlan (dagens Mexico City) där conquistadorerna och tlaxcalanerna blivit besegrade av aztekerna.